# Велико медресе (Скопие)
Вижте пояснителната страница за други значения на Велико медресе.
Държавното велико медресе „Крал Александър“ (на сръбски: Државна велика медреса краља Александра или Državna velika medresa Kralja Aleksandra), наричано и Кралско медресе, е средно училище в Скопие, Югославия, съществувало от 1924 до 1941 година.
По-голяма част от учениците са от областта Санджак, от Черна гора и Босна и Херцеговина.

## История
До 1927 година в т. нар. Южна Сърбия съществуват 73 мюсюлмански средни религиозни училища, издържани от частни лица. След реформирането им остават 5 – в Призрен, Тетово, Битоля, Плевля и Скопие. Първите 4 от тях продължават да са частни. Завършилите ги имат правото да бъдат нисши религиозни служители. Випускниците на държавното медресе в Скопие обаче имат право да продължат обучението си във висши училища.
Указът на крал Александър I Караджорджевич за създаване на Великото медресе в Скопие е от 28 април 1924 г.
През 1925 година в училището се записват 58 ученици. Първата учебна година (със занятия) е 1925-1926.
Според учебния план в медресето се изучават 28 предмета, от които 9 са свързани с исляма. В началото на 1930-те години се приемат 25 ученици на държавна издръжка и 25 други.
През 1936 година училището е преобразувано в гимназия, а в 1940 г. - в държавно пълно средно училище, в което наред с останалите предмети се изучава ислям, арабски и турски език.
От 1926 до 1941 година 269 ученици напускат или са изгонени от училището. Училището е закрито не по-рано от 1941 г.